# Lista di asteroidi (732001-733000)
Di seguito una lista di asteroidi dal numero 732001  al 733000 con data di scoperta e scopritore.

## 732001–732100
| Nome   | Designazione provvisoria | Data di scoperta  | Scopritore                   |
| ------ | ------------------------ | ----------------- | ---------------------------- |
| 732001 | 2013 UU11                | 8 settembre 2004  | NEAT                         |
| 732002 | 2013 UD15                | 3 ottobre 2013    | Spacewatch                   |
| 732003 | 2013 UE19                | 26 ottobre 2013   | Spacewatch                   |
| 732004 | 2013 UW21                | 21 settembre 2009 | Mount Lemmon Survey          |
| 732005 | 2013 UK22                | 23 ottobre 2013   | Pan-STARRS                   |
| 732006 | 2013 UE24                | 25 ottobre 2013   | Mount Lemmon Survey          |
| 732007 | 2013 UR28                | 17 novembre 2014  | Pan-STARRS                   |
| 732008 | 2013 UY28                | 10 ottobre 2008   | Mount Lemmon Survey          |
| 732009 | 2013 UV33                | 31 ottobre 2013   | Mount Lemmon Survey          |
| 732010 | 2013 UL40                | 30 ottobre 2013   | Pan-STARRS                   |
| 732011 | 2013 UG41                | 17 settembre 2013 | Mount Lemmon Survey          |
| 732012 | 2013 US42                | 24 ottobre 2013   | Mount Lemmon Survey          |
| 732013 | 2013 UL53                | 24 agosto 2008    | Spacewatch                   |
| 732014 | 2013 VS                  | 19 dicembre 2007  | Mount Lemmon Survey          |
| 732015 | 2013 VG4                 | 15 dicembre 2001  | SDSS Collaboration           |
| 732016 | 2013 VB11                | 1 novembre 2002   | NEAT                         |
| 732017 | 2013 VO17                | 14 settembre 2013 | Mount Lemmon Survey          |
| 732018 | 2013 VP18                | 10 dicembre 2009  | T. V. Kryachko, B. Satovskij |
| 732019 | 2013 VX18                | 1 dicembre 2006   | Mount Lemmon Survey          |
| 732020 | 2013 VB19                | 24 aprile 2007    | Mount Lemmon Survey          |
| 732021 | 2013 VS22                | 20 settembre 2003 | Spacewatch                   |
| 732022 | 2013 VH24                | 20 novembre 2014  | Pan-STARRS                   |
| 732023 | 2013 VK31                | 12 novembre 2013  | Spacewatch                   |
| 732024 | 2013 VO31                | 9 novembre 2013   | Spacewatch                   |
| 732025 | 2013 VY49                | 9 novembre 2013   | Mount Lemmon Survey          |
| 732026 | 2013 VM51                | 9 novembre 2013   | Pan-STARRS                   |
| 732027 | 2013 VR55                | 1 novembre 2013   | Pan-STARRS                   |
| 732028 | 2013 VF58                | 4 novembre 2013   | Mount Lemmon Survey          |
| 732029 | 2013 VR61                | 2 novembre 2013   | Mount Lemmon Survey          |
| 732030 | 2013 VH62                | 9 novembre 2013   | Mount Lemmon Survey          |
| 732031 | 2013 VT63                | 9 novembre 2013   | Spacewatch                   |
| 732032 | 2013 VU64                | 9 novembre 2013   | Mount Lemmon Survey          |
| 732033 | 2013 VP69                | 8 novembre 2013   | Mount Lemmon Survey          |
| 732034 | 2013 WD                  | 30 ottobre 2002   | NEAT                         |
| 732035 | 2013 WD6                 | 21 marzo 1999     | SDSS Collaboration           |
| 732036 | 2013 WM7                 | 24 novembre 2002  | NEAT                         |
| 732037 | 2013 WQ10                | 24 novembre 2009  | Spacewatch                   |
| 732038 | 2013 WS12                | 1 ottobre 2005    | Mount Lemmon Survey          |
| 732039 | 2013 WT12                | 15 dicembre 2009  | CSS                          |
| 732040 | 2013 WV16                | 23 gennaio 2011   | Mount Lemmon Survey          |
| 732041 | 2013 WS17                | 4 settembre 2003  | Spacewatch                   |
| 732042 | 2013 WW17                | 25 maggio 2003    | P. R. Holvorcem, M. Schwartz |
| 732043 | 2013 WO21                | 20 febbraio 2010  | C. Rinner, F. Kugel          |
| 732044 | 2013 WH22                | 17 gennaio 2004   | NEAT                         |
| 732045 | 2013 WT22                | 1 dicembre 2008   | Mount Lemmon Survey          |
| 732046 | 2013 WJ25                | 5 settembre 2000  | SDSS Collaboration           |
| 732047 | 2013 WH31                | 21 settembre 2001 | SDSS Collaboration           |
| 732048 | 2013 WV33                | 8 febbraio 2010   | Spacewatch                   |
| 732049 | 2013 WV35                | 29 dicembre 2003  | Spacewatch                   |
| 732050 | 2013 WF37                | 27 novembre 2013  | Pan-STARRS                   |
| 732051 | 2013 WV37                | 12 novembre 2001  | SDSS Collaboration           |
| 732052 | 2013 WC38                | 28 novembre 2013  | Spacewatch                   |
| 732053 | 2013 WX38                | 28 novembre 2013  | Spacewatch                   |
| 732054 | 2013 WY40                | 17 dicembre 2009  | Mount Lemmon Survey          |
| 732055 | 2013 WD41                | 28 novembre 2013  | Mount Lemmon Survey          |
| 732056 | 2013 WQ45                | 3 dicembre 2008   | Spacewatch                   |
| 732057 | 2013 WE48                | 14 febbraio 2010  | Mount Lemmon Survey          |
| 732058 | 2013 WD49                | 12 febbraio 2004  | Spacewatch                   |
| 732059 | 2013 WL49                | 17 febbraio 2010  | WISE                         |
| 732060 | 2013 WT50                | 29 maggio 2012    | Mount Lemmon Survey          |
| 732061 | 2013 WO52                | 25 novembre 2013  | Pan-STARRS                   |
| 732062 | 2013 WU52                | 21 novembre 2008  | Spacewatch                   |
| 732063 | 2013 WV52                | 2 dicembre 2008   | Spacewatch                   |
| 732064 | 2013 WA54                | 28 gennaio 2006   | Mount Lemmon Survey          |
| 732065 | 2013 WH55                | 17 febbraio 2004  | SDSS Collaboration           |
| 732066 | 2013 WQ56                | 15 dicembre 2009  | W. Bickel                    |
| 732067 | 2013 WP57                | 16 novembre 2006  | Mount Lemmon Survey          |
| 732068 | 2013 WB58                | 18 gennaio 2004   | Spacewatch                   |
| 732069 | 2013 WS59                | 3 novembre 2013   | R. Holmes                    |
| 732070 | 2013 WV59                | 27 ottobre 2013   | Spacewatch                   |
| 732071 | 2013 WZ62                | 30 agosto 2002    | NEAT                         |
| 732072 | 2013 WM63                | 3 dicembre 2002   | NEAT                         |
| 732073 | 2013 WM66                | 1 marzo 2011      | Mount Lemmon Survey          |
| 732074 | 2013 WY66                | 8 novembre 2013   | CSS                          |
| 732075 | 2013 WE68                | 11 ottobre 2004   | Spacewatch                   |
| 732076 | 2013 WY68                | 9 febbraio 2005   | A. Boattini                  |
| 732077 | 2013 WB73                | 15 ottobre 2004   | Mount Lemmon Survey          |
| 732078 | 2013 WF73                | 14 novembre 2002  | Spacewatch                   |
| 732079 | 2013 WZ74                | 5 dicembre 2008   | Spacewatch                   |
| 732080 | 2013 WB79                | 22 dicembre 2008  | Mount Lemmon Survey          |
| 732081 | 2013 WR81                | 6 settembre 2012  | Mount Lemmon Survey          |
| 732082 | 2013 WQ84                | 27 novembre 2013  | Pan-STARRS                   |
| 732083 | 2013 WC87                | 13 luglio 2004    | SSS                          |
| 732084 | 2013 WD89                | 11 marzo 2011     | Mount Lemmon Survey          |
| 732085 | 2013 WM89                | 16 ottobre 2002   | NEAT                         |
| 732086 | 2013 WM91                | 24 aprile 2011    | Mount Lemmon Survey          |
| 732087 | 2013 WK92                | 27 febbraio 2007  | Spacewatch                   |
| 732088 | 2013 WN93                | 28 novembre 2013  | Mount Lemmon Survey          |
| 732089 | 2013 WP95                | 14 giugno 2010    | WISE                         |
| 732090 | 2013 WY97                | 28 novembre 2013  | Mount Lemmon Survey          |
| 732091 | 2013 WM98                | 17 febbraio 2010  | CSS                          |
| 732092 | 2013 WM99                | 16 agosto 2001    | NEAT                         |
| 732093 | 2013 WT101               | 2 marzo 2011      | Spacewatch                   |
| 732094 | 2013 WT102               | 23 febbraio 2007  | Mount Lemmon Survey          |
| 732095 | 2013 WR104               | 16 gennaio 2005   | Spacewatch                   |
| 732096 | 2013 WU104               | 22 gennaio 2010   | WISE                         |
| 732097 | 2013 WR105               | 30 novembre 2013  | Pan-STARRS                   |
| 732098 | 2013 WQ111               | 25 novembre 2013  | Pan-STARRS                   |
| 732099 | 2013 WK112               | 28 novembre 2013  | Mount Lemmon Survey          |
| 732100 | 2013 WZ112               | 21 agosto 2012    | Pan-STARRS                   |

## 732101–732200
| Nome   | Designazione provvisoria | Data di scoperta  | Scopritore                   |
| ------ | ------------------------ | ----------------- | ---------------------------- |
| 732101 | 2013 WN113               | 29 novembre 2013  | Pan-STARRS                   |
| 732102 | 2013 WF116               | 28 aprile 2010    | WISE                         |
| 732103 | 2013 WH117               | 15 gennaio 2010   | WISE                         |
| 732104 | 2013 WO117               | 21 gennaio 2015   | Pan-STARRS                   |
| 732105 | 2013 WH120               | 25 ottobre 2013   | Mount Lemmon Survey          |
| 732106 | 2013 WP123               | 10 marzo 2010     | WISE                         |
| 732107 | 2013 WW131               | 28 novembre 2013  | Mount Lemmon Survey          |
| 732108 | 2013 WQ135               | 27 novembre 2013  | Pan-STARRS                   |
| 732109 | 2013 XX                  | 7 novembre 2008   | CSS                          |
| 732110 | 2013 XF2                 | 15 marzo 2010     | CSS                          |
| 732111 | 2013 XQ8                 | 6 dicembre 2013   | A. Oreshko                   |
| 732112 | 2013 XC13                | 28 novembre 2013  | Mount Lemmon Survey          |
| 732113 | 2013 XN17                | 12 febbraio 2010  | WISE                         |
| 732114 | 2013 XL28                | 11 dicembre 2013  | Mount Lemmon Survey          |
| 732115 | 2013 XB37                | 6 dicembre 2013   | Pan-STARRS                   |
| 732116 | 2013 XP38                | 14 dicembre 2013  | Mount Lemmon Survey          |
| 732117 | 2013 XE41                | 4 dicembre 2013   | Pan-STARRS                   |
| 732118 | 2013 YU                  | 20 novembre 2008  | Spacewatch                   |
| 732119 | 2013 YE2                 | 20 novembre 2005  | NEAT                         |
| 732120 | 2013 YQ3                 | 18 aprile 2007    | Mount Lemmon Survey          |
| 732121 | 2013 YR7                 | 24 dicembre 2013  | Mount Lemmon Survey          |
| 732122 | 2013 YD8                 | 12 novembre 2001  | SDSS Collaboration           |
| 732123 | 2013 YU8                 | 2 febbraio 2008   | Bélesta Obs.                 |
| 732124 | 2013 YU9                 | 16 marzo 2004     | NEAT                         |
| 732125 | 2013 YM12                | 13 aprile 2002    | NEAT                         |
| 732126 | 2013 YW12                | 16 ottobre 2009   | Mount Lemmon Survey          |
| 732127 | 2013 YD16                | 20 marzo 1999     | SDSS Collaboration           |
| 732128 | 2013 YB18                | 24 dicembre 2013  | Mount Lemmon Survey          |
| 732129 | 2013 YO20                | 26 dicembre 2013  | Spacewatch                   |
| 732130 | 2013 YL22                | 13 febbraio 2002  | SDSS Collaboration           |
| 732131 | 2013 YX24                | 26 ottobre 2013   | Mount Lemmon Survey          |
| 732132 | 2013 YP27                | 17 gennaio 2007   | Spacewatch                   |
| 732133 | 2013 YU34                | 27 dicembre 2013  | Spacewatch                   |
| 732134 | 2013 YG36                | 15 marzo 2010     | Spacewatch                   |
| 732135 | 2013 YJ37                | 7 gennaio 2006    | Mount Lemmon Survey          |
| 732136 | 2013 YN38                | 27 novembre 2013  | Pan-STARRS                   |
| 732137 | 2013 YZ44                | 5 gennaio 2006    | Mount Lemmon Survey          |
| 732138 | 2013 YY46                | 22 ottobre 2003   | SDSS Collaboration           |
| 732139 | 2013 YC47                | 27 dicembre 2013  | Mount Lemmon Survey          |
| 732140 | 2013 YZ47                | 29 dicembre 2013  | Pan-STARRS                   |
| 732141 | 2013 YM54                | 28 novembre 2013  | Mount Lemmon Survey          |
| 732142 | 2013 YU55                | 30 maggio 2002    | NEAT                         |
| 732143 | 2013 YH56                | 16 giugno 2010    | WISE                         |
| 732144 | 2013 YE58                | 26 dicembre 2013  | Pan-STARRS                   |
| 732145 | 2013 YT59                | 27 dicembre 2013  | Spacewatch                   |
| 732146 | 2013 YG62                | 10 ottobre 2004   | NEAT                         |
| 732147 | 2013 YJ63                | 9 settembre 2008  | Mount Lemmon Survey          |
| 732148 | 2013 YT64                | 16 aprile 2010    | WISE                         |
| 732149 | 2013 YM69                | 29 ottobre 2002   | SDSS Collaboration           |
| 732150 | 2013 YX70                | 26 gennaio 2003   | NEAT                         |
| 732151 | 2013 YN71                | 27 novembre 2013  | Pan-STARRS                   |
| 732152 | 2013 YQ71                | 28 novembre 2013  | Mount Lemmon Survey          |
| 732153 | 2013 YH74                | 27 novembre 2013  | Spacewatch                   |
| 732154 | 2013 YX76                | 16 ottobre 2009   | Mount Lemmon Survey          |
| 732155 | 2013 YR80                | 31 gennaio 2006   | CSS                          |
| 732156 | 2013 YW84                | 30 gennaio 2003   | Spacewatch                   |
| 732157 | 2013 YK86                | 22 ottobre 2005   | Spacewatch                   |
| 732158 | 2013 YO87                | 6 maggio 2010     | Spacewatch                   |
| 732159 | 2013 YS88                | 9 marzo 2003      | P. R. Holvorcem, M. Schwartz |
| 732160 | 2013 YV89                | 10 luglio 2007    | LUSS                         |
| 732161 | 2013 YE91                | 29 settembre 2001 | NEAT                         |
| 732162 | 2013 YW91                | 1 maggio 2011     | Pan-STARRS                   |
| 732163 | 2013 YS94                | 16 febbraio 2010  | Mount Lemmon Survey          |
| 732164 | 2013 YH95                | 11 dicembre 2013  | Mount Lemmon Survey          |
| 732165 | 2013 YN97                | 31 dicembre 2013  | M. Ory                       |
| 732166 | 2013 YO97                | 15 aprile 2004    | NEAT                         |
| 732167 | 2013 YF99                | 22 gennaio 2010   | WISE                         |
| 732168 | 2013 YJ99                | 11 novembre 2001  | SDSS Collaboration           |
| 732169 | 2013 YZ100               | 31 dicembre 2013  | Mount Lemmon Survey          |
| 732170 | 2013 YJ101               | 31 dicembre 2013  | Mount Lemmon Survey          |
| 732171 | 2013 YP102               | 30 novembre 2003  | Spacewatch                   |
| 732172 | 2013 YC104               | 6 giugno 2005     | Spacewatch                   |
| 732173 | 2013 YR104               | 27 novembre 2013  | Pan-STARRS                   |
| 732174 | 2013 YT104               | 26 agosto 2012    | CSS                          |
| 732175 | 2013 YM105               | 31 gennaio 2003   | LONEOS                       |
| 732176 | 2013 YP112               | 3 ottobre 2006    | Mount Lemmon Survey          |
| 732177 | 2013 YC113               | 30 dicembre 2013  | Spacewatch                   |
| 732178 | 2013 YZ114               | 22 giugno 2007    | Spacewatch                   |
| 732179 | 2013 YP116               | 13 aprile 2010    | WISE                         |
| 732180 | 2013 YC119               | 30 dicembre 2013  | Pan-STARRS                   |
| 732181 | 2013 YH124               | 17 dicembre 2007  | LUSS                         |
| 732182 | 2013 YV125               | 16 gennaio 2008   | Spacewatch                   |
| 732183 | 2013 YN131               | 31 dicembre 2013  | Mount Lemmon Survey          |
| 732184 | 2013 YH134               | 13 maggio 2004    | Spacewatch                   |
| 732185 | 2013 YG139               | 28 dicembre 2007  | Spacewatch                   |
| 732186 | 2013 YC147               | 28 luglio 2011    | Pan-STARRS                   |
| 732187 | 2013 YL148               | 7 febbraio 2003   | LONEOS                       |
| 732188 | 2013 YS148               | 24 gennaio 2004   | LINEAR                       |
| 732189 | 2013 YL154               | 16 ottobre 2012   | Mount Lemmon Survey          |
| 732190 | 2013 YY154               | 24 febbraio 2006  | NEAT                         |
| 732191 | 2013 YH155               | 27 dicembre 2013  | K. Sárneczky                 |
| 732192 | 2013 YA159               | 25 gennaio 2010   | WISE                         |
| 732193 | 2013 YV159               | 17 marzo 2010     | WISE                         |
| 732194 | 2013 YG162               | 27 dicembre 2013  | Mount Lemmon Survey          |
| 732195 | 2013 YY163               | 24 dicembre 2013  | Mount Lemmon Survey          |
| 732196 | 2013 YD170               | 11 ottobre 2012   | Mount Lemmon Survey          |
| 732197 | 2014 AO5                 | 8 gennaio 2010    | Spacewatch                   |
| 732198 | 2014 AN7                 | 21 ottobre 2001   | LINEAR                       |
| 732199 | 2014 AJ10                | 1 gennaio 2014    | Mount Lemmon Survey          |
| 732200 | 2014 AM10                | 1 gennaio 2014    | Mount Lemmon Survey          |

## 732201–732300
| Nome   | Designazione provvisoria | Data di scoperta  | Scopritore                         |
| ------ | ------------------------ | ----------------- | ---------------------------------- |
| 732201 | 2014 AT11                | 8 gennaio 2010    | Spacewatch                         |
| 732202 | 2014 AM12                | 23 settembre 2008 | CSS                                |
| 732203 | 2014 AU13                | 16 febbraio 2010  | WISE                               |
| 732204 | 2014 AK14                | 12 gennaio 2010   | CSS                                |
| 732205 | 2014 AS14                | 3 gennaio 2014    | Mount Lemmon Survey                |
| 732206 | 2014 AK15                | 3 gennaio 2014    | Mount Lemmon Survey                |
| 732207 | 2014 AX17                | 12 febbraio 2004  | Spacewatch                         |
| 732208 | 2014 AN24                | 2 marzo 2010      | WISE                               |
| 732209 | 2014 AQ24                | 3 gennaio 2014    | Mount Lemmon Survey                |
| 732210 | 2014 AL25                | 26 dicembre 2013  | Spacewatch                         |
| 732211 | 2014 AL27                | 3 luglio 2005     | NEAT                               |
| 732212 | 2014 AS27                | 4 gennaio 2014    | Pan-STARRS                         |
| 732213 | 2014 AM34                | 26 ottobre 2009   | Spacewatch                         |
| 732214 | 2014 AP34                | 30 ottobre 2008   | Mount Lemmon Survey                |
| 732215 | 2014 AG36                | 1 novembre 2005   | Mount Lemmon Survey                |
| 732216 | 2014 AW36                | 10 febbraio 2010  | WISE                               |
| 732217 | 2014 AY36                | 18 settembre 2009 | Spacewatch                         |
| 732218 | 2014 AK37                | 3 gennaio 2014    | Spacewatch                         |
| 732219 | 2014 AS40                | 15 febbraio 2010  | Mount Lemmon Survey                |
| 732220 | 2014 AD44                | 23 febbraio 2003  | NEAT                               |
| 732221 | 2014 AW48                | 22 ottobre 2003   | SDSS Collaboration                 |
| 732222 | 2014 AH52                | 7 dicembre 2013   | Spacewatch                         |
| 732223 | 2014 AT52                | 11 gennaio 2014   | Mount Lemmon Survey                |
| 732224 | 2014 AD53                | 17 gennaio 2010   | WISE                               |
| 732225 | 2014 AZ64                | 21 marzo 2015     | Pan-STARRS                         |
| 732226 | 2014 AM65                | 2 gennaio 2014    | Spacewatch                         |
| 732227 | 2014 AP68                | 9 gennaio 2014    | Spacewatch                         |
| 732228 | 2014 AS68                | 10 gennaio 2014   | Mount Lemmon Survey                |
| 732229 | 2014 BR1                 | 9 marzo 2003      | NEAT                               |
| 732230 | 2014 BW11                | 10 novembre 2009  | Spacewatch                         |
| 732231 | 2014 BR12                | 13 marzo 2010     | Spacewatch                         |
| 732232 | 2014 BQ14                | 23 marzo 2003     | SDSS Collaboration                 |
| 732233 | 2014 BT14                | 14 marzo 2007     | LONEOS                             |
| 732234 | 2014 BJ19                | 21 ottobre 2012   | Mount Lemmon Survey                |
| 732235 | 2014 BL20                | 14 marzo 2010     | CSS                                |
| 732236 | 2014 BC22                | 26 agosto 2012    | Pan-STARRS                         |
| 732237 | 2014 BH22                | 22 febbraio 2003  | NEAT                               |
| 732238 | 2014 BL23                | 13 marzo 2010     | WISE                               |
| 732239 | 2014 BM23                | 5 gennaio 2014    | Pan-STARRS                         |
| 732240 | 2014 BT26                | 25 novembre 2009  | Spacewatch                         |
| 732241 | 2014 BH27                | 24 dicembre 2013  | Mount Lemmon Survey                |
| 732242 | 2014 BU27                | 21 gennaio 2014   | Mount Lemmon Survey                |
| 732243 | 2014 BY27                | 17 febbraio 2007  | Mount Lemmon Survey                |
| 732244 | 2014 BX31                | 5 dicembre 2007   | Spacewatch                         |
| 732245 | 2014 BF36                | 14 gennaio 2008   | Spacewatch                         |
| 732246 | 2014 BL37                | 11 febbraio 2003  | AMOS                               |
| 732247 | 2014 BO38                | 23 gennaio 2014   | Mount Lemmon Survey                |
| 732248 | 2014 BK48                | 21 febbraio 2003  | NEAT                               |
| 732249 | 2014 BM49                | 30 ottobre 2005   | Mount Lemmon Survey                |
| 732250 | 2014 BK55                | 5 gennaio 2010    | Spacewatch                         |
| 732251 | 2014 BM55                | 21 gennaio 2014   | Mount Lemmon Survey                |
| 732252 | 2014 BV56                | 24 novembre 2008  | Mount Lemmon Survey                |
| 732253 | 2014 BK63                | 4 settembre 2004  | NEAT                               |
| 732254 | 2014 BL64                | 24 maggio 2006    | Spacewatch                         |
| 732255 | 2014 BL66                | 29 gennaio 2014   | Spacewatch                         |
| 732256 | 2014 BS66                | 2 aprile 2010     | WISE                               |
| 732257 | 2014 BG67                | 11 novembre 2001  | SDSS Collaboration                 |
| 732258 | 2014 BK71                | 24 gennaio 2014   | Pan-STARRS                         |
| 732259 | 2014 BG76                | 26 gennaio 2014   | Pan-STARRS                         |
| 732260 | 2014 BB83                | 25 gennaio 2014   | Pan-STARRS                         |
| 732261 | 2014 BT89                | 24 gennaio 2014   | Pan-STARRS                         |
| 732262 | 2014 CO3                 | 28 gennaio 2003   | NEAT                               |
| 732263 | 2014 CA8                 | 13 settembre 2007 | Mount Lemmon Survey                |
| 732264 | 2014 CJ8                 | 6 febbraio 2014   | Spacewatch                         |
| 732265 | 2014 CM10                | 6 febbraio 2014   | Mount Lemmon Survey                |
| 732266 | 2014 CG11                | 28 settembre 2006 | CSS                                |
| 732267 | 2014 CH12                | 6 febbraio 2014   | CSS                                |
| 732268 | 2014 CA18                | 7 ottobre 2008    | Mount Lemmon Survey                |
| 732269 | 2014 CQ19                | 2 febbraio 2003   | LONEOS                             |
| 732270 | 2014 CV21                | 3 marzo 2006      | Mount Lemmon Survey                |
| 732271 | 2014 CP22                | 3 gennaio 2014    | Mount Lemmon Survey                |
| 732272 | 2014 CE24                | 18 ottobre 2012   | K. Sárneczky                       |
| 732273 | 2014 CN25                | 1 luglio 2005     | Spacewatch                         |
| 732274 | 2014 CO25                | 9 febbraio 2014   | Spacewatch                         |
| 732275 | 2014 CD26                | 4 marzo 2003      | Osservatorio astrofisico di Asiago |
| 732276 | 2014 CJ27                | 13 novembre 2012  | Spacewatch                         |
| 732277 | 2014 CD30                | 20 giugno 2015    | Pan-STARRS 2                       |
| 732278 | 2014 CA35                | 11 febbraio 2014  | Mount Lemmon Survey                |
| 732279 | 2014 DG1                 | 28 settembre 2003 | Spacewatch                         |
| 732280 | 2014 DQ3                 | 9 aprile 2010     | Mount Lemmon Survey                |
| 732281 | 2014 DR5                 | 4 luglio 2005     | Mount Lemmon Survey                |
| 732282 | 2014 DV7                 | 22 agosto 2003    | NEAT                               |
| 732283 | 2014 DY11                | 19 febbraio 2014  | Mount Lemmon Survey                |
| 732284 | 2014 DK13                | 24 maggio 2006    | NEAT                               |
| 732285 | 2014 DG14                | 11 marzo 2005     | CSS                                |
| 732286 | 2014 DD17                | 7 dicembre 2013   | Pan-STARRS                         |
| 732287 | 2014 DE17                | 30 gennaio 2009   | CSS                                |
| 732288 | 2014 DX17                | 20 dicembre 2004  | CSS                                |
| 732289 | 2014 DK18                | 9 febbraio 2014   | Mount Lemmon Survey                |
| 732290 | 2014 DW18                | 7 settembre 2002  | P. Pravec, P. Kušnirák             |
| 732291 | 2014 DB19                | 17 giugno 2010    | WISE                               |
| 732292 | 2014 DS20                | 8 novembre 2007   | E. E. Sheridan                     |
| 732293 | 2014 DU20                | 27 ottobre 2008   | Mount Lemmon Survey                |
| 732294 | 2014 DX20                | 10 aprile 2002    | NEAT                               |
| 732295 | 2014 DA28                | 22 settembre 2008 | Mount Lemmon Survey                |
| 732296 | 2014 DG29                | 15 febbraio 2010  | Spacewatch                         |
| 732297 | 2014 DD33                | 25 agosto 2005    | NEAT                               |
| 732298 | 2014 DG33                | 4 agosto 2005     | NEAT                               |
| 732299 | 2014 DV35                | 25 aprile 2003    | SDSS Collaboration                 |
| 732300 | 2014 DD37                | 22 febbraio 2014  | Mount Lemmon Survey                |

## 732301–732400
| Nome   | Designazione provvisoria | Data di scoperta  | Scopritore                   |
| ------ | ------------------------ | ----------------- | ---------------------------- |
| 732301 | 2014 DF37                | 22 febbraio 2014  | Mount Lemmon Survey          |
| 732302 | 2014 DP39                | 5 luglio 2005     | Mount Lemmon Survey          |
| 732303 | 2014 DE40                | 8 gennaio 2010    | Mount Lemmon Survey          |
| 732304 | 2014 DL44                | 26 febbraio 2014  | Mount Lemmon Survey          |
| 732305 | 2014 DF45                | 10 marzo 2003     | Spacewatch                   |
| 732306 | 2014 DH48                | 17 settembre 2006 | Spacewatch                   |
| 732307 | 2014 DQ51                | 29 agosto 2002    | NEAT                         |
| 732308 | 2014 DK52                | 26 febbraio 2014  | Pan-STARRS                   |
| 732309 | 2014 DA53                | 11 dicembre 2012  | Mount Lemmon Survey          |
| 732310 | 2014 DQ54                | 23 marzo 2003     | SDSS Collaboration           |
| 732311 | 2014 DK55                | 26 ottobre 2008   | Spacewatch                   |
| 732312 | 2014 DT57                | 29 agosto 2002    | NEAT                         |
| 732313 | 2014 DQ58                | 15 ottobre 2007   | Mount Lemmon Survey          |
| 732314 | 2014 DX58                | 26 febbraio 2014  | Pan-STARRS                   |
| 732315 | 2014 DC66                | 26 febbraio 2014  | Pan-STARRS                   |
| 732316 | 2014 DE67                | 22 aprile 2007    | Spacewatch                   |
| 732317 | 2014 DO68                | 26 febbraio 2014  | Pan-STARRS                   |
| 732318 | 2014 DL69                | 26 febbraio 2014  | Pan-STARRS                   |
| 732319 | 2014 DL72                | 15 settembre 2012 | CSS                          |
| 732320 | 2014 DS72                | 26 febbraio 2014  | Pan-STARRS                   |
| 732321 | 2014 DQ73                | 19 settembre 2001 | SDSS Collaboration           |
| 732322 | 2014 DC76                | 26 settembre 1998 | LINEAR                       |
| 732323 | 2014 DM76                | 26 febbraio 2014  | Pan-STARRS                   |
| 732324 | 2014 DY76                | 19 maggio 1998    | Spacewatch                   |
| 732325 | 2014 DF82                | 24 agosto 2011    | Pan-STARRS                   |
| 732326 | 2014 DV84                | 28 settembre 2000 | Spacewatch                   |
| 732327 | 2014 DB87                | 26 marzo 2003     | LONEOS                       |
| 732328 | 2014 DB89                | 5 maggio 2010     | Mount Lemmon Survey          |
| 732329 | 2014 DV92                | 9 febbraio 2005   | Mount Lemmon Survey          |
| 732330 | 2014 DP93                | 26 febbraio 2014  | Mount Lemmon Survey          |
| 732331 | 2014 DJ97                | 10 marzo 2003     | NEAT                         |
| 732332 | 2014 DP97                | 20 febbraio 2014  | Pan-STARRS                   |
| 732333 | 2014 DW98                | 13 marzo 2007     | Mount Lemmon Survey          |
| 732334 | 2014 DQ99                | 21 settembre 2012 | Mount Lemmon Survey          |
| 732335 | 2014 DT100               | 9 agosto 2007     | Spacewatch                   |
| 732336 | 2014 DD101               | 24 marzo 2003     | Spacewatch                   |
| 732337 | 2014 DE103               | 29 agosto 2005    | NEAT                         |
| 732338 | 2014 DK103               | 9 febbraio 2014   | Spacewatch                   |
| 732339 | 2014 DG105               | 6 aprile 2010     | Mount Lemmon Survey          |
| 732340 | 2014 DP105               | 9 febbraio 2003   | NEAT                         |
| 732341 | 2014 DH106               | 1 novembre 2005   | Mount Lemmon Survey          |
| 732342 | 2014 DR106               | 27 febbraio 2014  | Mount Lemmon Survey          |
| 732343 | 2014 DQ107               | 28 gennaio 2014   | Spacewatch                   |
| 732344 | 2014 DR109               | 11 ottobre 2005   | Spacewatch                   |
| 732345 | 2014 DA110               | 17 giugno 2006    | Spacewatch                   |
| 732346 | 2014 DH111               | 5 febbraio 2014   | M. Schwartz, P. R. Holvorcem |
| 732347 | 2014 DQ115               | 12 novembre 2006  | Mount Lemmon Survey          |
| 732348 | 2014 DU116               | 26 agosto 2003    | Cerro Tololo Obs.            |
| 732349 | 2014 DJ117               | 30 dicembre 2011  | Mount Lemmon Survey          |
| 732350 | 2014 DZ117               | 21 giugno 2010    | Mount Lemmon Survey          |
| 732351 | 2014 DE119               | 9 febbraio 2014   | Pan-STARRS                   |
| 732352 | 2014 DT119               | 27 agosto 2005    | NEAT                         |
| 732353 | 2014 DY119               | 27 febbraio 2014  | Pan-STARRS                   |
| 732354 | 2014 DG121               | 5 luglio 2002     | NEAT                         |
| 732355 | 2014 DL121               | 3 settembre 2005  | NEAT                         |
| 732356 | 2014 DC123               | 29 gennaio 2014   | Spacewatch                   |
| 732357 | 2014 DP123               | 28 febbraio 2014  | Pan-STARRS                   |
| 732358 | 2014 DZ124               | 1 ottobre 2008    | Mount Lemmon Survey          |
| 732359 | 2014 DR125               | 2 settembre 2011  | Pan-STARRS                   |
| 732360 | 2014 DT131               | 28 febbraio 2014  | Pan-STARRS                   |
| 732361 | 2014 DB132               | 20 dicembre 2000  | D. Team                      |
| 732362 | 2014 DV132               | 16 marzo 2010     | Mount Lemmon Survey          |
| 732363 | 2014 DT134               | 28 febbraio 2014  | Pan-STARRS                   |
| 732364 | 2014 DA135               | 2 aprile 2009     | Spacewatch                   |
| 732365 | 2014 DS135               | 28 febbraio 2014  | Pan-STARRS                   |
| 732366 | 2014 DD136               | 7 novembre 2002   | Kitt Peak Obs.               |
| 732367 | 2014 DO136               | 28 febbraio 2014  | Pan-STARRS                   |
| 732368 | 2014 DU136               | 1 ottobre 2005    | Mount Lemmon Survey          |
| 732369 | 2014 DD141               | 26 settembre 2016 | Pan-STARRS                   |
| 732370 | 2014 DV142               | 17 settembre 2006 | Spacewatch                   |
| 732371 | 2014 DA146               | 10 aprile 2010    | Mount Lemmon Survey          |
| 732372 | 2014 DF147               | 9 aprile 2010     | Mount Lemmon Survey          |
| 732373 | 2014 DG148               | 16 marzo 2010     | Mount Lemmon Survey          |
| 732374 | 2014 DP150               | 22 ottobre 2012   | Spacewatch                   |
| 732375 | 2014 DL155               | 28 febbraio 2014  | Pan-STARRS                   |
| 732376 | 2014 DP163               | 15 marzo 2009     | Spacewatch                   |
| 732377 | 2014 DP167               | 26 febbraio 2014  | Pan-STARRS                   |
| 732378 | 2014 DL169               | 28 febbraio 2014  | Pan-STARRS                   |
| 732379 | 2014 DQ169               | 20 febbraio 2014  | Mount Lemmon Survey          |
| 732380 | 2014 DF171               | 24 febbraio 2014  | Pan-STARRS                   |
| 732381 | 2014 DU171               | 28 febbraio 2014  | Pan-STARRS                   |
| 732382 | 2014 DE175               | 28 febbraio 2014  | Pan-STARRS                   |
| 732383 | 2014 DU176               | 19 febbraio 2014  | Mount Lemmon Survey          |
| 732384 | 2014 DW178               | 28 febbraio 2014  | Pan-STARRS                   |
| 732385 | 2014 DY183               | 21 febbraio 2009  | Mount Lemmon Survey          |
| 732386 | 2014 DT185               | 28 febbraio 2014  | Pan-STARRS                   |
| 732387 | 2014 DO192               | 24 febbraio 2014  | Pan-STARRS                   |
| 732388 | 2014 DJ198               | 26 febbraio 2014  | Pan-STARRS                   |
| 732389 | 2014 EV                  | 4 settembre 2011  | Pan-STARRS                   |
| 732390 | 2014 EJ1                 | 7 dicembre 2012   | Pan-STARRS                   |
| 732391 | 2014 EN5                 | 24 agosto 2008    | Spacewatch                   |
| 732392 | 2014 EN9                 | 27 agosto 2006    | Spacewatch                   |
| 732393 | 2014 EH10                | 6 marzo 2014      | Š. Gajdoš                    |
| 732394 | 2014 EC11                | 30 agosto 2005    | Spacewatch                   |
| 732395 | 2014 EE13                | 17 ottobre 2012   | Pan-STARRS                   |
| 732396 | 2014 EL14                | 1 ottobre 2006    | Spacewatch                   |
| 732397 | 2014 ER15                | 6 settembre 2008  | Spacewatch                   |
| 732398 | 2014 EM20                | 9 ottobre 2012    | Mount Lemmon Survey          |
| 732399 | 2014 EQ20                | 2 febbraio 2014   | ESA OGS                      |
| 732400 | 2014 ET26                | 12 agosto 2007    | R. Holmes                    |

## 732401–732500
| Nome              | Designazione provvisoria | Data di scoperta  | Scopritore                 |
| ----------------- | ------------------------ | ----------------- | -------------------------- |
| 732401            | 2014 EV27                | 30 ottobre 2002   | SDSS Collaboration         |
| 732402            | 2014 ET28                | 18 ottobre 2012   | Pan-STARRS                 |
| 732403            | 2014 EE29                | 1 maggio 2011     | Pan-STARRS                 |
| 732404            | 2014 EC30                | 16 novembre 2012  | Pan-STARRS                 |
| 732405            | 2014 EN31                | 9 aprile 2010     | CSS                        |
| 732406            | 2014 EE32                | 9 marzo 2003      | Spacewatch                 |
| 732407            | 2014 ET33                | 2 gennaio 2009    | Spacewatch                 |
| 732408            | 2014 EO35                | 8 marzo 2014      | Mount Lemmon Survey        |
| 732409            | 2014 EM36                | 27 dicembre 2011  | Spacewatch                 |
| 732410            | 2014 ER37                | 25 dicembre 2009  | Spacewatch                 |
| 732411            | 2014 EX39                | 13 dicembre 2012  | Mount Lemmon Survey        |
| 732412            | 2014 EQ42                | 8 marzo 2014      | Mount Lemmon Survey        |
| 732413            | 2014 EW43                | 31 marzo 2009     | Spacewatch                 |
| 732414            | 2014 ES49                | 6 maggio 2005     | LINEAR                     |
| 732415            | 2014 EH51                | 3 agosto 2002     | NEAT                       |
| 732416            | 2014 EK51                | 14 ottobre 2009   | Mount Lemmon Survey        |
| 732417            | 2014 EC62                | 9 luglio 2016     | Pan-STARRS                 |
| 732418            | 2014 EZ62                | 29 ottobre 2008   | Mount Lemmon Survey        |
| 732419            | 2014 EJ66                | 30 maggio 2015    | Pan-STARRS                 |
| 732420            | 2014 EK73                | 18 maggio 2010    | WISE                       |
| 732421            | 2014 EJ77                | 12 luglio 2005    | Mount Lemmon Survey        |
| 732422            | 2014 EH78                | 10 gennaio 2008   | Mount Lemmon Survey        |
| 732423            | 2014 ES81                | 9 agosto 2015     | Pan-STARRS 2               |
| 732424            | 2014 EX81                | 13 novembre 2010  | Mount Lemmon Survey        |
| 732425            | 2014 EH87                | 23 giugno 2015    | Pan-STARRS                 |
| 732426            | 2014 ER94                | 13 marzo 2010     | WISE                       |
| 732427            | 2014 EW109               | 31 agosto 2005    | A. Boattini                |
| 732428            | 2014 EP127               | 13 dicembre 2006  | Mount Lemmon Survey        |
| 732429            | 2014 EO131               | 8 ottobre 2012    | Pan-STARRS                 |
| 732430            | 2014 EG132               | 29 marzo 2015     | Pan-STARRS                 |
| 732431            | 2014 EG136               | 26 giugno 2015    | Pan-STARRS                 |
| 732432            | 2014 EN142               | 3 marzo 2014      | CTIO-DECam                 |
| 732433            | 2014 EG144               | 10 gennaio 2013   | Pan-STARRS                 |
| 732434            | 2014 EN144               | 8 novembre 2008   | Spacewatch                 |
| 732435            | 2014 EO151               | 8 ottobre 2016    | Pan-STARRS                 |
| 732436            | 2014 EY151               | 11 gennaio 2008   | Spacewatch                 |
| 732437            | 2014 EE154               | 11 ottobre 2012   | Pan-STARRS                 |
| 732438            | 2014 EO154               | 26 marzo 2006     | Spacewatch                 |
| 732439            | 2014 EH161               | 21 gennaio 2004   | LINEAR                     |
| 732440            | 2014 EJ167               | 7 ottobre 2008    | Spacewatch                 |
| 732441            | 2014 EG168               | 28 febbraio 2014  | Pan-STARRS                 |
| 732442            | 2014 EQ169               | 15 luglio 2005    | Mount Lemmon Survey        |
| 732443            | 2014 ET173               | 30 luglio 1995    | Spacewatch                 |
| 732444            | 2014 EE176               | 10 ottobre 2012   | Pan-STARRS                 |
| 732445            | 2014 EP176               | 1 ottobre 2005    | CSS                        |
| 732446            | 2014 EX177               | 25 agosto 2012    | Spacewatch                 |
| 732447            | 2014 EN181               | 21 aprile 2015    | CTIO-DECam                 |
| 732448            | 2014 EC196               | 22 settembre 2009 | Spacewatch                 |
| 732449            | 2014 EC208               | 27 settembre 2006 | Spacewatch                 |
| 732450            | 2014 EK208               | 18 giugno 2015    | Pan-STARRS                 |
| 732451            | 2014 EQ214               | 18 novembre 2008  | Spacewatch                 |
| 732452            | 2014 EK219               | 23 luglio 2015    | Pan-STARRS                 |
| 732453            | 2014 EF220               | 16 gennaio 2008   | Spacewatch                 |
| 732454            | 2014 EH221               | 19 dicembre 2004  | Mount Lemmon Survey        |
| 732455            | 2014 ER222               | 4 settembre 2011  | Pan-STARRS                 |
| 732456            | 2014 EA225               | 21 maggio 2015    | Pan-STARRS                 |
| 732457            | 2014 EM232               | 10 agosto 2016    | Pan-STARRS                 |
| 732458            | 2014 EH235               | 2 marzo 2014      | CTIO-DECam                 |
| 732459            | 2014 EH242               | 29 agosto 2016    | Mount Lemmon Survey        |
| 732460            | 2014 EZ242               | 7 luglio 2016     | Pan-STARRS                 |
| 732461            | 2014 EM248               | 4 settembre 2011  | Pan-STARRS                 |
| 732462            | 2014 EZ249               | 10 marzo 2014     | Mount Lemmon Survey        |
| 732463            | 2014 ER252               | 8 marzo 2014      | Mount Lemmon Survey        |
| 732464            | 2014 EJ254               | 8 marzo 2014      | Mount Lemmon Survey        |
| 732465            | 2014 FM2                 | 27 novembre 2009  | Mount Lemmon Survey        |
| 732466            | 2014 FD4                 | 15 novembre 2003  | Spacewatch                 |
| 732467            | 2014 FW4                 | 11 maggio 2010    | Mount Lemmon Survey        |
| 732468            | 2014 FU7                 | 23 luglio 2003    | NEAT                       |
| 732469            | 2014 FQ10                | 20 marzo 2014     | Mount Lemmon Survey        |
| 732470            | 2014 FV13                | 20 marzo 2014     | Mount Lemmon Survey        |
| 732471            | 2014 FO14                | 20 febbraio 2014  | Spacewatch                 |
| 732472 Grahamhill | 2014 FM18                | 8 agosto 2007     | D. D. Balam, K. M. Perrett |
| 732473            | 2014 FL20                | 23 ottobre 2006   | Mount Lemmon Survey        |
| 732474            | 2014 FY30                | 20 ottobre 2012   | Pan-STARRS                 |
| 732475            | 2014 FA35                | 22 dicembre 2008  | Spacewatch                 |
| 732476            | 2014 FF35                | 12 settembre 2001 | Spacewatch                 |
| 732477            | 2014 FP39                | 4 maggio 2005     | Mount Lemmon Survey        |
| 732478            | 2014 FB40                | 11 novembre 2001  | SDSS Collaboration         |
| 732479            | 2014 FC40                | 18 dicembre 2004  | Mount Lemmon Survey        |
| 732480            | 2014 FL41                | 18 marzo 2005     | CSS                        |
| 732481            | 2014 FM41                | 19 dicembre 2007  | W. Bickel                  |
| 732482            | 2014 FP41                | 21 marzo 2002     | NEAT                       |
| 732483            | 2014 FY42                | 11 marzo 1996     | Spacewatch                 |
| 732484            | 2014 FC43                | 2 aprile 2006     | Spacewatch                 |
| 732485            | 2014 FY44                | 14 novembre 2012  | Mount Lemmon Survey        |
| 732486            | 2014 FU47                | 18 settembre 2003 | NEAT                       |
| 732487            | 2014 FN49                | 30 giugno 2005    | NEAT                       |
| 732488            | 2014 FM54                | 17 settembre 2006 | Spacewatch                 |
| 732489            | 2014 FT55                | 9 marzo 2014      | Pan-STARRS                 |
| 732490            | 2014 FA56                | 29 ottobre 2002   | SDSS Collaboration         |
| 732491            | 2014 FL56                | 26 marzo 2014     | Mount Lemmon Survey        |
| 732492            | 2014 FW56                | 27 aprile 2001    | AMOS                       |
| 732493            | 2014 FM57                | 11 maggio 2005    | NEAT                       |
| 732494            | 2014 FO63                | 31 agosto 2005    | Spacewatch                 |
| 732495            | 2014 FR63                | 11 settembre 2007 | Spacewatch                 |
| 732496            | 2014 FX64                | 14 aprile 2010    | Mount Lemmon Survey        |
| 732497            | 2014 FR65                | 26 marzo 2003     | NEAT                       |
| 732498            | 2014 FU65                | 22 febbraio 2014  | Mount Lemmon Survey        |
| 732499            | 2014 FV66                | 1 agosto 2000     | LINEAR                     |
| 732500            | 2014 FQ67                | 14 ottobre 2001   | SDSS Collaboration         |

## 732501–732600
| Nome   | Designazione provvisoria | Data di scoperta  | Scopritore                 |
| ------ | ------------------------ | ----------------- | -------------------------- |
| 732501 | 2014 FR67                | 10 aprile 2014    | Pan-STARRS                 |
| 732502 | 2014 FY73                | 4 dicembre 2007   | Mount Lemmon Survey        |
| 732503 | 2014 FM74                | 28 marzo 2014     | Mount Lemmon Survey        |
| 732504 | 2014 FP74                | 28 marzo 2014     | Mount Lemmon Survey        |
| 732505 | 2014 FT74                | 30 settembre 2003 | Spacewatch                 |
| 732506 | 2014 FP76                | 23 marzo 2014     | Spacewatch                 |
| 732507 | 2014 FZ82                | 29 marzo 2014     | Mount Lemmon Survey        |
| 732508 | 2014 FY83                | 28 marzo 2014     | Mount Lemmon Survey        |
| 732509 | 2014 FW84                | 22 marzo 2014     | Spacewatch                 |
| 732510 | 2014 FO85                | 20 marzo 2014     | Mount Lemmon Survey        |
| 732511 | 2014 FX88                | 24 marzo 2014     | Pan-STARRS                 |
| 732512 | 2014 GY                  | 11 settembre 2007 | Mount Lemmon Survey        |
| 732513 | 2014 GV1                 | 9 aprile 2010     | Spacewatch                 |
| 732514 | 2014 GD2                 | 21 febbraio 2002  | Spacewatch                 |
| 732515 | 2014 GO2                 | 1 aprile 2014     | Spacewatch                 |
| 732516 | 2014 GQ2                 | 30 settembre 2010 | Mount Lemmon Survey        |
| 732517 | 2014 GE6                 | 21 novembre 2001  | SDSS Collaboration         |
| 732518 | 2014 GL6                 | 21 novembre 2001  | SDSS Collaboration         |
| 732519 | 2014 GF7                 | 28 settembre 1994 | Spacewatch                 |
| 732520 | 2014 GY7                 | 25 febbraio 2006  | Mount Lemmon Survey        |
| 732521 | 2014 GJ12                | 26 febbraio 2014  | Pan-STARRS                 |
| 732522 | 2014 GZ12                | 2 aprile 2014     | Mount Lemmon Survey        |
| 732523 | 2014 GY13                | 4 aprile 2003     | Spacewatch                 |
| 732524 | 2014 GN14                | 14 febbraio 2005  | Spacewatch                 |
| 732525 | 2014 GO16                | 26 agosto 2005    | NEAT                       |
| 732526 | 2014 GX16                | 3 aprile 2014     | A. Oreshko                 |
| 732527 | 2014 GZ16                | 9 marzo 2005      | Mount Lemmon Survey        |
| 732528 | 2014 GB17                | 4 dicembre 2007   | Mount Lemmon Survey        |
| 732529 | 2014 GC19                | 13 febbraio 2002  | SDSS Collaboration         |
| 732530 | 2014 GN20                | 5 settembre 2008  | Spacewatch                 |
| 732531 | 2014 GY23                | 4 settembre 2011  | Pan-STARRS                 |
| 732532 | 2014 GJ26                | 1 agosto 2010     | WISE                       |
| 732533 | 2014 GG27                | 11 novembre 2006  | Mount Lemmon Survey        |
| 732534 | 2014 GW28                | 4 aprile 2014     | Mount Lemmon Survey        |
| 732535 | 2014 GK30                | 29 settembre 2005 | Mount Lemmon Survey        |
| 732536 | 2014 GD31                | 4 aprile 2014     | Pan-STARRS                 |
| 732537 | 2014 GQ31                | 22 ottobre 2012   | Pan-STARRS                 |
| 732538 | 2014 GN36                | 2 ottobre 2003    | Spacewatch                 |
| 732539 | 2014 GU38                | 3 gennaio 2014    | Mount Lemmon Survey        |
| 732540 | 2014 GA39                | 11 marzo 2007     | Spacewatch                 |
| 732541 | 2014 GH39                | 24 dicembre 2006  | D. Healy                   |
| 732542 | 2014 GB40                | 14 ottobre 2001   | SDSS Collaboration         |
| 732543 | 2014 GW40                | 7 agosto 2010     | WISE                       |
| 732544 | 2014 GP43                | 28 giugno 2005    | Spacewatch                 |
| 732545 | 2014 GF44                | 26 marzo 2003     | Spacewatch                 |
| 732546 | 2014 GQ44                | 17 febbraio 2009  | Spacewatch                 |
| 732547 | 2014 GP46                | 29 ottobre 2006   | Mount Lemmon Survey        |
| 732548 | 2014 GN47                | 23 ottobre 2003   | SDSS Collaboration         |
| 732549 | 2014 GU47                | 4 marzo 2005      | CSS                        |
| 732550 | 2014 GQ49                | 7 novembre 2005   | Osservatorio di Mauna Kea  |
| 732551 | 2014 GD52                | 2 giugno 2010     | WISE                       |
| 732552 | 2014 GH56                | 5 aprile 2014     | Pan-STARRS                 |
| 732553 | 2014 GT56                | 5 aprile 2014     | Pan-STARRS                 |
| 732554 | 2014 GZ56                | 5 aprile 2014     | Pan-STARRS                 |
| 732555 | 2014 GR57                | 31 marzo 2008     | Mount Lemmon Survey        |
| 732556 | 2014 GD59                | 5 aprile 2014     | Pan-STARRS                 |
| 732557 | 2014 GX59                | 1 aprile 2014     | Spacewatch                 |
| 732558 | 2014 GG61                | 20 agosto 2006    | NEAT                       |
| 732559 | 2014 GF63                | 7 novembre 2012   | Mount Lemmon Survey        |
| 732560 | 2014 GT63                | 5 aprile 2014     | Pan-STARRS                 |
| 732561 | 2014 GW63                | 5 aprile 2014     | Pan-STARRS                 |
| 732562 | 2014 GC64                | 6 aprile 2014     | Spacewatch                 |
| 732563 | 2014 GV73                | 10 aprile 2014    | Pan-STARRS                 |
| 732564 | 2014 GX74                | 5 aprile 2014     | Pan-STARRS                 |
| 732565 | 2014 GK79                | 5 aprile 2014     | Pan-STARRS                 |
| 732566 | 2014 GG81                | 1 aprile 2014     | Spacewatch                 |
| 732567 | 2014 GL82                | 1 aprile 2014     | Spacewatch                 |
| 732568 | 2014 GP82                | 5 aprile 2014     | Pan-STARRS                 |
| 732569 | 2014 GN90                | 5 aprile 2014     | Pan-STARRS                 |
| 732570 | 2014 HA6                 | 21 ottobre 2012   | Mount Lemmon Survey        |
| 732571 | 2014 HZ8                 | 4 giugno 2011     | F. Pozo, J. P. Colque      |
| 732572 | 2014 HG9                 | 13 febbraio 2002  | SDSS Collaboration         |
| 732573 | 2014 HM10                | 2 aprile 2006     | Spacewatch                 |
| 732574 | 2014 HV13                | 7 aprile 2014     | Spacewatch                 |
| 732575 | 2014 HF14                | 5 aprile 2014     | Pan-STARRS                 |
| 732576 | 2014 HF15                | 12 settembre 2007 | Mount Lemmon Survey        |
| 732577 | 2014 HQ15                | 30 aprile 2003    | Spacewatch                 |
| 732578 | 2014 HB17                | 21 aprile 2014    | Mount Lemmon Survey        |
| 732579 | 2014 HB20                | 8 aprile 2014     | Spacewatch                 |
| 732580 | 2014 HW23                | 26 febbraio 2004  | M. W. Buie, D. E. Trilling |
| 732581 | 2014 HT24                | 13 novembre 2006  | Spacewatch                 |
| 732582 | 2014 HV25                | 4 giugno 2011     | Mount Lemmon Survey        |
| 732583 | 2014 HR27                | 5 aprile 2014     | Pan-STARRS                 |
| 732584 | 2014 HV28                | 27 marzo 2014     | Pan-STARRS                 |
| 732585 | 2014 HX30                | 24 giugno 2010    | WISE                       |
| 732586 | 2014 HJ36                | 23 ottobre 2003   | Spacewatch                 |
| 732587 | 2014 HU36                | 24 aprile 2014    | Mount Lemmon Survey        |
| 732588 | 2014 HF37                | 16 gennaio 2009   | Spacewatch                 |
| 732589 | 2014 HM37                | 27 agosto 2011    | Pan-STARRS                 |
| 732590 | 2014 HB38                | 28 febbraio 2008  | Spacewatch                 |
| 732591 | 2014 HB40                | 24 aprile 2014    | Mount Lemmon Survey        |
| 732592 | 2014 HE40                | 11 giugno 2004    | Spacewatch                 |
| 732593 | 2014 HV41                | 23 aprile 2014    | CTIO-DECam                 |
| 732594 | 2014 HQ44                | 24 aprile 2014    | Pan-STARRS                 |
| 732595 | 2014 HW44                | 9 aprile 2003     | NEAT                       |
| 732596 | 2014 HD45                | 24 giugno 2010    | WISE                       |
| 732597 | 2014 HB46                | 1 febbraio 2009   | Spacewatch                 |
| 732598 | 2014 HB55                | 17 novembre 2008  | Spacewatch                 |
| 732599 | 2014 HC73                | 31 dicembre 2008  | Spacewatch                 |
| 732600 | 2014 HM85                | 6 aprile 2014     | Mount Lemmon Survey        |

## 732601–732700
| Nome   | Designazione provvisoria | Data di scoperta  | Scopritore                |
| ------ | ------------------------ | ----------------- | ------------------------- |
| 732601 | 2014 HV87                | 11 aprile 2005    | Kitt Peak Obs.            |
| 732602 | 2014 HB88                | 20 aprile 2014    | Mount Lemmon Survey       |
| 732603 | 2014 HO96                | 23 aprile 2014    | CTIO-DECam                |
| 732604 | 2014 HH103               | 5 aprile 2014     | Pan-STARRS                |
| 732605 | 2014 HK110               | 24 aprile 2014    | Mount Lemmon Survey       |
| 732606 | 2014 HX120               | 23 aprile 2014    | CTIO-DECam                |
| 732607 | 2014 HN125               | 5 aprile 2014     | Pan-STARRS                |
| 732608 | 2014 HA126               | 22 ottobre 2011   | Spacewatch                |
| 732609 | 2014 HW127               | 19 gennaio 2008   | Mount Lemmon Survey       |
| 732610 | 2014 HW131               | 25 aprile 2014    | Mount Lemmon Survey       |
| 732611 | 2014 HN134               | 21 ottobre 2007   | Mount Lemmon Survey       |
| 732612 | 2014 HJ140               | 22 ottobre 2011   | Spacewatch                |
| 732613 | 2014 HT144               | 25 settembre 2005 | Spacewatch                |
| 732614 | 2014 HS152               | 17 giugno 2010    | Mount Lemmon Survey       |
| 732615 | 2014 HK153               | 20 ottobre 2011   | Mount Lemmon Survey       |
| 732616 | 2014 HE155               | 23 aprile 2014    | CTIO-DECam                |
| 732617 | 2014 HM160               | 24 ottobre 2005   | Osservatorio di Mauna Kea |
| 732618 | 2014 HL161               | 24 aprile 2014    | Mount Lemmon Survey       |
| 732619 | 2014 HZ161               | 14 ottobre 2001   | SDSS Collaboration        |
| 732620 | 2014 HZ163               | 14 maggio 2010    | WISE                      |
| 732621 | 2014 HF164               | 28 aprile 2014    | Pan-STARRS                |
| 732622 | 2014 HA166               | 4 maggio 2009     | Mount Lemmon Survey       |
| 732623 | 2014 HC166               | 16 gennaio 2013   | Mount Lemmon Survey       |
| 732624 | 2014 HK166               | 16 febbraio 2010  | WISE                      |
| 732625 | 2014 HY166               | 19 novembre 2008  | Spacewatch                |
| 732626 | 2014 HL170               | 29 aprile 2014    | Pan-STARRS                |
| 732627 | 2014 HE171               | 21 ottobre 2006   | LUSS                      |
| 732628 | 2014 HX171               | 24 settembre 2011 | Pan-STARRS                |
| 732629 | 2014 HU174               | 20 febbraio 2009  | Spacewatch                |
| 732630 | 2014 HD176               | 4 dicembre 2007   | Mount Lemmon Survey       |
| 732631 | 2014 HK180               | 16 aprile 2007    | LUSS                      |
| 732632 | 2014 HC181               | 4 marzo 2005      | Mount Lemmon Survey       |
| 732633 | 2014 HE181               | 18 maggio 2010    | WISE                      |
| 732634 | 2014 HE185               | 30 settembre 2003 | Spacewatch                |
| 732635 | 2014 HJ187               | 30 aprile 2014    | Pan-STARRS                |
| 732636 | 2014 HC189               | 11 maggio 2010    | Mount Lemmon Survey       |
| 732637 | 2014 HJ189               | 30 maggio 2010    | WISE                      |
| 732638 | 2014 HJ195               | 18 gennaio 2009   | CSS                       |
| 732639 | 2014 HG200               | 8 novembre 2007   | Spacewatch                |
| 732640 | 2014 HC202               | 30 aprile 2014    | Pan-STARRS                |
| 732641 | 2014 HP202               | 1 giugno 2005     | Mount Lemmon Survey       |
| 732642 | 2014 HB203               | 24 aprile 2014    | Mount Lemmon Survey       |
| 732643 | 2014 HU203               | 5 novembre 2007   | Mount Lemmon Survey       |
| 732644 | 2014 HZ203               | 4 dicembre 2012   | Mount Lemmon Survey       |
| 732645 | 2014 HO204               | 21 aprile 2014    | Spacewatch                |
| 732646 | 2014 HQ204               | 18 settembre 2007 | Spacewatch                |
| 732647 | 2014 HY204               | 10 aprile 2010    | Spacewatch                |
| 732648 | 2014 HG205               | 24 aprile 2014    | Mount Lemmon Survey       |
| 732649 | 2014 HL205               | 6 aprile 2014     | Mount Lemmon Survey       |
| 732650 | 2014 HQ205               | 19 settembre 2011 | Mount Lemmon Survey       |
| 732651 | 2014 HH206               | 29 aprile 2014    | Pan-STARRS                |
| 732652 | 2014 HL211               | 29 aprile 2014    | Pan-STARRS                |
| 732653 | 2014 HQ211               | 25 maggio 2015    | Pan-STARRS 2              |
| 732654 | 2014 HY222               | 25 aprile 2014    | Mount Lemmon Survey       |
| 732655 | 2014 HE224               | 29 aprile 2014    | Pan-STARRS                |
| 732656 | 2014 HQ225               | 30 aprile 2014    | Pan-STARRS                |
| 732657 | 2014 HS225               | 29 aprile 2014    | Pan-STARRS                |
| 732658 | 2014 HB226               | 29 aprile 2014    | Pan-STARRS                |
| 732659 | 2014 HC226               | 29 aprile 2014    | Pan-STARRS                |
| 732660 | 2014 HV228               | 28 aprile 2014    | Pan-STARRS                |
| 732661 | 2014 HE302               | 31 luglio 2011    | Pan-STARRS                |
| 732662 | 2014 HQ340               | 23 aprile 2014    | CTIO-DECam                |
| 732663 | 2014 JP1                 | 25 ottobre 2005   | Spacewatch                |
| 732664 | 2014 JX2                 | 4 maggio 2014     | Mount Lemmon Survey       |
| 732665 | 2014 JY2                 | 1 maggio 2014     | Mount Lemmon Survey       |
| 732666 | 2014 JE5                 | 19 settembre 1998 | SDSS Collaboration        |
| 732667 | 2014 JJ6                 | 25 aprile 2014    | Mount Lemmon Survey       |
| 732668 | 2014 JG7                 | 28 febbraio 2014  | Pan-STARRS                |
| 732669 | 2014 JJ7                 | 3 febbraio 2013   | Pan-STARRS                |
| 732670 | 2014 JP7                 | 3 maggio 2014     | Mount Lemmon Survey       |
| 732671 | 2014 JE17                | 1 settembre 2005  | LINEAR                    |
| 732672 | 2014 JR18                | 25 maggio 2006    | Osservatorio di Mauna Kea |
| 732673 | 2014 JF21                | 4 maggio 2014     | A. Oreshko                |
| 732674 | 2014 JQ22                | 26 aprile 2003    | AMOS                      |
| 732675 | 2014 JA23                | 13 gennaio 2004   | Spacewatch                |
| 732676 | 2014 JL23                | 14 settembre 2006 | NEAT                      |
| 732677 | 2014 JC24                | 26 marzo 2003     | NEAT                      |
| 732678 | 2014 JF27                | 8 aprile 2014     | Pan-STARRS                |
| 732679 | 2014 JB28                | 13 aprile 2010    | WISE                      |
| 732680 | 2014 JE28                | 19 aprile 2006    | Spacewatch                |
| 732681 | 2014 JW28                | 28 maggio 2010    | WISE                      |
| 732682 | 2014 JQ30                | 7 maggio 2014     | Mount Lemmon Survey       |
| 732683 | 2014 JU31                | 1 ottobre 2003    | Spacewatch                |
| 732684 | 2014 JZ31                | 3 ottobre 2005    | CSS                       |
| 732685 | 2014 JJ32                | 14 aprile 2005    | Spacewatch                |
| 732686 | 2014 JS32                | 27 febbraio 2008  | Mount Lemmon Survey       |
| 732687 | 2014 JT34                | 4 maggio 2014     | Mount Lemmon Survey       |
| 732688 | 2014 JB35                | 5 aprile 2002     | NEAT                      |
| 732689 | 2014 JY35                | 8 aprile 2006     | Spacewatch                |
| 732690 | 2014 JC40                | 12 luglio 2010    | WISE                      |
| 732691 | 2014 JE42                | 14 agosto 2007    | SSS                       |
| 732692 | 2014 JR42                | 23 marzo 2004     | Spacewatch                |
| 732693 | 2014 JQ43                | 17 aprile 1993    | Spacewatch                |
| 732694 | 2014 JD48                | 6 maggio 2014     | Pan-STARRS                |
| 732695 | 2014 JH51                | 4 aprile 2010     | CSS                       |
| 732696 | 2014 JN52                | 2 dicembre 2008   | Mount Lemmon Survey       |
| 732697 | 2014 JU52                | 21 aprile 2014    | Spacewatch                |
| 732698 | 2014 JL53                | 16 gennaio 2004   | NEAT                      |
| 732699 | 2014 JL58                | 8 aprile 2014     | Pan-STARRS                |
| 732700 | 2014 JP60                | 24 novembre 2011  | Mount Lemmon Survey       |

## 732701–732800
| Nome   | Designazione provvisoria | Data di scoperta  | Scopritore          |
| ------ | ------------------------ | ----------------- | ------------------- |
| 732701 | 2014 JV62                | 4 maggio 2014     | Pan-STARRS          |
| 732702 | 2014 JE63                | 10 febbraio 2008  | Mount Lemmon Survey |
| 732703 | 2014 JV63                | 19 ottobre 2011   | Mount Lemmon Survey |
| 732704 | 2014 JY66                | 5 ottobre 2002    | SDSS Collaboration  |
| 732705 | 2014 JV72                | 10 ottobre 2002   | SDSS Collaboration  |
| 732706 | 2014 JX72                | 9 maggio 2010     | WISE                |
| 732707 | 2014 JB75                | 8 maggio 2014     | Pan-STARRS          |
| 732708 | 2014 JA76                | 30 aprile 2014    | Pan-STARRS          |
| 732709 | 2014 JQ77                | 9 febbraio 2005   | A. Boattini         |
| 732710 | 2014 JT77                | 30 settembre 2006 | Mount Lemmon Survey |
| 732711 | 2014 JY77                | 25 aprile 2003    | LONEOS              |
| 732712 | 2014 JD78                | 4 settembre 2002  | NEAT                |
| 732713 | 2014 JG79                | 13 aprile 2002    | NEAT                |
| 732714 | 2014 JZ83                | 27 ottobre 2005   | Mount Lemmon Survey |
| 732715 | 2014 JD85                | 3 maggio 2014     | Pan-STARRS          |
| 732716 | 2014 JM86                | 31 gennaio 2009   | Mount Lemmon Survey |
| 732717 | 2014 JL87                | 1 maggio 2014     | ESA OGS             |
| 732718 | 2014 JD88                | 9 maggio 2005     | Spacewatch          |
| 732719 | 2014 JR88                | 4 maggio 2014     | Pan-STARRS          |
| 732720 | 2014 JB89                | 1 aprile 2003     | SDSS Collaboration  |
| 732721 | 2014 JO90                | 8 maggio 2014     | Pan-STARRS          |
| 732722 | 2014 JY91                | 10 maggio 2014    | Pan-STARRS          |
| 732723 | 2014 JJ92                | 6 maggio 2014     | Pan-STARRS          |
| 732724 | 2014 JH93                | 27 ottobre 1995   | Spacewatch          |
| 732725 | 2014 JV110               | 28 marzo 2014     | Mount Lemmon Survey |
| 732726 | 2014 JU111               | 15 novembre 1998  | Spacewatch          |
| 732727 | 2014 JM115               | 8 maggio 2014     | Pan-STARRS          |
| 732728 | 2014 JN119               | 6 maggio 2014     | Pan-STARRS          |
| 732729 | 2014 JR121               | 3 maggio 2014     | Pan-STARRS          |
| 732730 | 2014 JE132               | 19 ottobre 2003   | Spacewatch          |
| 732731 | 2014 JJ143               | 8 maggio 2014     | Pan-STARRS          |
| 732732 | 2014 KT1                 | 28 marzo 2014     | Pan-STARRS          |
| 732733 | 2014 KV1                 | 20 maggio 2005    | Mount Lemmon Survey |
| 732734 | 2014 KE3                 | 2 aprile 2010     | WISE                |
| 732735 | 2014 KX7                 | 4 aprile 2014     | Spacewatch          |
| 732736 | 2014 KU14                | 20 dicembre 2007  | Spacewatch          |
| 732737 | 2014 KK15                | 4 aprile 2003     | Spacewatch          |
| 732738 | 2014 KN17                | 4 maggio 2014     | Mount Lemmon Survey |
| 732739 | 2014 KL20                | 21 dicembre 2006  | L. H. Wasserman     |
| 732740 | 2014 KB22                | 10 marzo 2003     | NEAT                |
| 732741 | 2014 KO25                | 13 febbraio 2010  | Mount Lemmon Survey |
| 732742 | 2014 KE28                | 2 febbraio 2008   | Spacewatch          |
| 732743 | 2014 KD29                | 31 gennaio 2009   | Spacewatch          |
| 732744 | 2014 KK30                | 21 maggio 2001    | Spacewatch          |
| 732745 | 2014 KJ33                | 22 maggio 2014    | Pan-STARRS          |
| 732746 | 2014 KK33                | 26 ottobre 2011   | Pan-STARRS          |
| 732747 | 2014 KJ34                | 18 gennaio 2004   | NEAT                |
| 732748 | 2014 KN34                | 24 aprile 2003    | Spacewatch          |
| 732749 | 2014 KE35                | 19 settembre 2006 | Spacewatch          |
| 732750 | 2014 KG36                | 24 maggio 2014    | Mount Lemmon Survey |
| 732751 | 2014 KP37                | 24 ottobre 2003   | Spacewatch          |
| 732752 | 2014 KX41                | 1 aprile 2003     | SDSS Collaboration  |
| 732753 | 2014 KE43                | 7 maggio 2014     | Pan-STARRS          |
| 732754 | 2014 KE44                | 4 novembre 2005   | Mount Lemmon Survey |
| 732755 | 2014 KO47                | 19 febbraio 2010  | Mount Lemmon Survey |
| 732756 | 2014 KR49                | 2 novembre 2007   | Spacewatch          |
| 732757 | 2014 KQ52                | 7 maggio 2014     | Pan-STARRS          |
| 732758 | 2014 KL56                | 24 maggio 2014    | Mount Lemmon Survey |
| 732759 | 2014 KQ57                | 19 settembre 1998 | SDSS Collaboration  |
| 732760 | 2014 KU60                | 10 luglio 2010    | WISE                |
| 732761 | 2014 KT61                | 30 settembre 2006 | Mount Lemmon Survey |
| 732762 | 2014 KF64                | 27 febbraio 2009  | Spacewatch          |
| 732763 | 2014 KH66                | 31 dicembre 2005  | Mount Lemmon Survey |
| 732764 | 2014 KU69                | 31 luglio 2010    | WISE                |
| 732765 | 2014 KV74                | 17 giugno 2005    | Mount Lemmon Survey |
| 732766 | 2014 KN75                | 4 settembre 2011  | Pan-STARRS          |
| 732767 | 2014 KC77                | 31 gennaio 2009   | Mount Lemmon Survey |
| 732768 | 2014 KF77                | 29 marzo 2009     | Spacewatch          |
| 732769 | 2014 KO77                | 24 febbraio 2009  | Spacewatch          |
| 732770 | 2014 KV77                | 28 settembre 2003 | SDSS Collaboration  |
| 732771 | 2014 KD85                | 28 settembre 2006 | Spacewatch          |
| 732772 | 2014 KF87                | 9 dicembre 2006   | Spacewatch          |
| 732773 | 2014 KN87                | 5 luglio 2010     | WISE                |
| 732774 | 2014 KL89                | 5 ottobre 2002    | SDSS Collaboration  |
| 732775 | 2014 KA90                | 23 maggio 2010    | WISE                |
| 732776 | 2014 KB90                | 30 maggio 2014    | Mount Lemmon Survey |
| 732777 | 2014 KK90                | 9 marzo 2005      | Mount Lemmon Survey |
| 732778 | 2014 KT90                | 30 settembre 2010 | Mount Lemmon Survey |
| 732779 | 2014 KU91                | 14 giugno 2010    | Mount Lemmon Survey |
| 732780 | 2014 KJ92                | 13 dicembre 2010  | Mount Lemmon Survey |
| 732781 | 2014 KR92                | 15 settembre 2006 | Spacewatch          |
| 732782 | 2014 KK93                | 26 settembre 2003 | SDSS Collaboration  |
| 732783 | 2014 KE94                | 20 marzo 2001     | LONEOS              |
| 732784 | 2014 KG96                | 29 maggio 2010    | WISE                |
| 732785 | 2014 KZ96                | 7 maggio 2014     | Pan-STARRS          |
| 732786 | 2014 KD98                | 29 giugno 2010    | WISE                |
| 732787 | 2014 KV103               | 14 luglio 2010    | WISE                |
| 732788 | 2014 KP104               | 3 settembre 2010  | Mount Lemmon Survey |
| 732789 | 2014 KX104               | 4 ottobre 2011    | K. Sárneczky        |
| 732790 | 2014 KX105               | 19 maggio 2014    | Pan-STARRS          |
| 732791 | 2014 KZ105               | 23 maggio 2014    | Pan-STARRS          |
| 732792 | 2014 KK106               | 25 maggio 2014    | Pan-STARRS          |
| 732793 | 2014 KL108               | 21 maggio 2014    | Pan-STARRS          |
| 732794 | 2014 KQ108               | 21 maggio 2014    | Pan-STARRS          |
| 732795 | 2014 KU108               | 19 marzo 2009     | Spacewatch          |
| 732796 | 2014 KV109               | 23 maggio 2014    | Pan-STARRS          |
| 732797 | 2014 KP110               | 24 maggio 2014    | Pan-STARRS          |
| 732798 | 2014 KS110               | 7 maggio 2014     | Pan-STARRS          |
| 732799 | 2014 KP111               | 26 maggio 2014    | Pan-STARRS          |
| 732800 | 2014 KW112               | 24 maggio 2014    | Pan-STARRS          |

## 732801–732900
| Nome               | Designazione provvisoria | Data di scoperta  | Scopritore                          |
| ------------------ | ------------------------ | ----------------- | ----------------------------------- |
| 732801             | 2014 KY112               | 27 maggio 2014    | Pan-STARRS                          |
| 732802             | 2014 KA114               | 9 luglio 2010     | WISE                                |
| 732803             | 2014 KD114               | 2 ottobre 2016    | Mount Lemmon Survey                 |
| 732804             | 2014 KC118               | 12 luglio 2010    | WISE                                |
| 732805             | 2014 KD133               | 28 maggio 2014    | Pan-STARRS                          |
| 732806             | 2014 KG133               | 21 maggio 2014    | Pan-STARRS                          |
| 732807             | 2014 KM133               | 20 maggio 2014    | Pan-STARRS                          |
| 732808             | 2014 KF135               | 23 maggio 2014    | Pan-STARRS                          |
| 732809             | 2014 KB144               | 19 gennaio 2013   | Mount Lemmon Survey                 |
| 732810             | 2014 KP146               | 28 aprile 2014    | CTIO-DECam                          |
| 732811             | 2014 LN                  | 11 maggio 2005    | CSS                                 |
| 732812             | 2014 LP1                 | 20 aprile 2010    | WISE                                |
| 732813             | 2014 LO2                 | 17 gennaio 2013   | Pan-STARRS                          |
| 732814             | 2014 LY2                 | 13 novembre 2007  | Mount Lemmon Survey                 |
| 732815             | 2014 LF7                 | 18 dicembre 2007  | Mount Lemmon Survey                 |
| 732816             | 2014 LN7                 | 7 maggio 2014     | Pan-STARRS                          |
| 732817             | 2014 LW8                 | 14 febbraio 2013  | Pan-STARRS                          |
| 732818             | 2014 LE10                | 27 settembre 2006 | CSS                                 |
| 732819             | 2014 LH15                | 23 settembre 2000 | LONEOS                              |
| 732820             | 2014 LS16                | 16 maggio 2010    | WISE                                |
| 732821 Raycarlberg | 2014 LF22                | 24 novembre 2005  | Paul Arnold Wiegert, David D. Balam |
| 732822             | 2014 LV22                | 27 settembre 2005 | NEAT                                |
| 732823             | 2014 LZ25                | 15 settembre 2007 | Mount Lemmon Survey                 |
| 732824             | 2014 LT26                | 16 agosto 1982    | Siding Spring Obs.                  |
| 732825             | 2014 LE28                | 7 settembre 1996  | Spacewatch                          |
| 732826             | 2014 LK28                | 13 giugno 2014    | Pan-STARRS                          |
| 732827             | 2014 LZ29                | 6 giugno 2014     | Pan-STARRS                          |
| 732828             | 2014 LB30                | 5 giugno 2014     | Pan-STARRS                          |
| 732829             | 2014 LC30                | 22 gennaio 2013   | Mount Lemmon Survey                 |
| 732830             | 2014 LE30                | 6 giugno 2014     | Pan-STARRS                          |
| 732831             | 2014 LF30                | 3 giugno 2014     | Pan-STARRS                          |
| 732832             | 2014 MC1                 | 16 ottobre 2012   | CSS                                 |
| 732833             | 2014 MX4                 | 20 giugno 2014    | Pan-STARRS                          |
| 732834             | 2014 MU6                 | 9 maggio 2014     | Pan-STARRS                          |
| 732835             | 2014 MF8                 | 24 ottobre 2011   | Spacewatch                          |
| 732836             | 2014 MK12                | 21 giugno 2014    | Mount Lemmon Survey                 |
| 732837             | 2014 MN12                | 16 maggio 2009    | Spacewatch                          |
| 732838             | 2014 MG13                | 15 ottobre 2001   | NEAT                                |
| 732839             | 2014 MJ14                | 18 luglio 2010    | WISE                                |
| 732840             | 2014 ML15                | 23 maggio 2014    | Pan-STARRS                          |
| 732841             | 2014 MV15                | 30 settembre 2006 | CSS                                 |
| 732842             | 2014 MS19                | 15 gennaio 2009   | Spacewatch                          |
| 732843             | 2014 MZ19                | 12 luglio 2010    | WISE                                |
| 732844             | 2014 MS21                | 24 settembre 2011 | Pan-STARRS                          |
| 732845             | 2014 MN22                | 23 novembre 2003  | Kitt Peak Obs.                      |
| 732846             | 2014 MX23                | 31 agosto 2005    | Spacewatch                          |
| 732847             | 2014 MG24                | 2 settembre 2010  | Mount Lemmon Survey                 |
| 732848             | 2014 MX24                | 26 marzo 2006     | Spacewatch                          |
| 732849             | 2014 MD25                | 25 giugno 2014    | Mount Lemmon Survey                 |
| 732850             | 2014 MA27                | 7 novembre 2012   | Pan-STARRS                          |
| 732851             | 2014 MG28                | 28 settembre 2011 | Spacewatch                          |
| 732852             | 2014 MV28                | 7 maggio 2014     | Pan-STARRS                          |
| 732853             | 2014 MO29                | 23 giugno 2014    | Mount Lemmon Survey                 |
| 732854             | 2014 MV30                | 13 luglio 2010    | WISE                                |
| 732855             | 2014 MW32                | 28 maggio 2014    | Mount Lemmon Survey                 |
| 732856             | 2014 MA35                | 23 dicembre 2012  | Pan-STARRS                          |
| 732857             | 2014 MG36                | 27 maggio 2010    | WISE                                |
| 732858             | 2014 MN36                | 30 ottobre 2006   | Mount Lemmon Survey                 |
| 732859             | 2014 MN40                | 29 giugno 2010    | WISE                                |
| 732860             | 2014 MK42                | 7 maggio 2014     | Pan-STARRS                          |
| 732861             | 2014 MA44                | 8 luglio 2005     | Spacewatch                          |
| 732862             | 2014 MO44                | 18 gennaio 2008   | Mount Lemmon Survey                 |
| 732863             | 2014 ME45                | 11 marzo 2008     | Mount Lemmon Survey                 |
| 732864             | 2014 MX46                | 9 maggio 2014     | Spacewatch                          |
| 732865             | 2014 MD48                | 1 dicembre 2011   | Pan-STARRS                          |
| 732866             | 2014 MC49                | 18 gennaio 2004   | Spacewatch                          |
| 732867             | 2014 MW49                | 7 settembre 2004  | Spacewatch                          |
| 732868             | 2014 MZ53                | 15 ottobre 2001   | NEAT                                |
| 732869             | 2014 MS59                | 16 ottobre 2003   | Spacewatch                          |
| 732870             | 2014 MJ62                | 28 giugno 2014    | Spacewatch                          |
| 732871             | 2014 MU68                | 14 aprile 2010    | Mount Lemmon Survey                 |
| 732872             | 2014 MC69                | 23 gennaio 2006   | Spacewatch                          |
| 732873             | 2014 MM72                | 8 agosto 2004     | NEAT                                |
| 732874             | 2014 MM87                | 27 giugno 2014    | Pan-STARRS                          |
| 732875             | 2014 ME88                | 27 giugno 2014    | Pan-STARRS                          |
| 732876             | 2014 MP94                | 28 giugno 2014    | Pan-STARRS                          |
| 732877             | 2014 MS101               | 21 giugno 2014    | Pan-STARRS                          |
| 732878             | 2014 MP105               | 27 giugno 2014    | Pan-STARRS                          |
| 732879             | 2014 NY                  | 25 luglio 2006    | NEAT                                |
| 732880             | 2014 NO3                 | 28 gennaio 2004   | Spacewatch                          |
| 732881             | 2014 NT3                 | 16 maggio 2009    | Mount Lemmon Survey                 |
| 732882             | 2014 NU3                 | 26 agosto 2005    | NEAT                                |
| 732883             | 2014 NZ6                 | 28 dicembre 2005  | Spacewatch                          |
| 732884             | 2014 NZ9                 | 13 novembre 2010  | Mount Lemmon Survey                 |
| 732885             | 2014 NQ15                | 25 ottobre 2011   | Pan-STARRS                          |
| 732886             | 2014 NU17                | 24 giugno 2014    | Mount Lemmon Survey                 |
| 732887             | 2014 NK24                | 29 giugno 2014    | Mount Lemmon Survey                 |
| 732888             | 2014 NQ25                | 17 settembre 2010 | Mount Lemmon Survey                 |
| 732889             | 2014 NS28                | 2 maggio 2001     | Spacewatch                          |
| 732890             | 2014 NM30                | 4 settembre 2008  | Spacewatch                          |
| 732891             | 2014 NR33                | 9 ottobre 2010    | Mount Lemmon Survey                 |
| 732892             | 2014 NZ41                | 11 agosto 2001    | NEAT                                |
| 732893             | 2014 NH42                | 5 aprile 2005     | Mount Lemmon Survey                 |
| 732894             | 2014 NB44                | 3 settembre 2002  | NEAT                                |
| 732895             | 2014 NK47                | 4 marzo 2013      | Pan-STARRS                          |
| 732896             | 2014 NU55                | 9 febbraio 2003   | NEAT                                |
| 732897             | 2014 NG56                | 27 luglio 2001    | NEAT                                |
| 732898             | 2014 NK56                | 6 luglio 2014     | Pan-STARRS                          |
| 732899             | 2014 NQ56                | 6 marzo 2008      | Mount Lemmon Survey                 |
| 732900             | 2014 NO60                | 6 luglio 2014     | Pan-STARRS                          |

## 732901–733000
| Nome   | Designazione provvisoria | Data di scoperta  | Scopritore                |
| ------ | ------------------------ | ----------------- | ------------------------- |
| 732901 | 2014 NW60                | 7 luglio 2014     | Pan-STARRS                |
| 732902 | 2014 NL63                | 2 marzo 2013      | Mount Lemmon Survey       |
| 732903 | 2014 NW63                | 7 agosto 2008     | J. Vales                  |
| 732904 | 2014 ND66                | 14 luglio 2010    | WISE                      |
| 732905 | 2014 NN67                | 2 luglio 2014     | Pan-STARRS                |
| 732906 | 2014 NU67                | 7 luglio 2014     | Pan-STARRS                |
| 732907 | 2014 NJ68                | 5 ottobre 2005    | Mount Lemmon Survey       |
| 732908 | 2014 NM71                | 16 febbraio 2012  | Pan-STARRS                |
| 732909 | 2014 NU79                | 7 luglio 2014     | Pan-STARRS                |
| 732910 | 2014 NO96                | 1 luglio 2014     | Pan-STARRS                |
| 732911 | 2014 OH1                 | 2 luglio 2014     | Pan-STARRS                |
| 732912 | 2014 OL2                 | 17 novembre 2006  | Spacewatch                |
| 732913 | 2014 OJ3                 | 17 aprile 2010    | Spacewatch                |
| 732914 | 2014 OL4                 | 27 gennaio 2012   | Mount Lemmon Survey       |
| 732915 | 2014 OV6                 | 2 ottobre 2005    | Mount Lemmon Survey       |
| 732916 | 2014 OH7                 | 17 novembre 2006  | Spacewatch                |
| 732917 | 2014 OF9                 | 25 marzo 2010     | Mount Lemmon Survey       |
| 732918 | 2014 OX12                | 19 dicembre 2004  | Mount Lemmon Survey       |
| 732919 | 2014 ON14                | 25 luglio 2014    | Pan-STARRS                |
| 732920 | 2014 OT16                | 16 aprile 2013    | CTIO-DECam                |
| 732921 | 2014 OZ16                | 26 agosto 2011    | Pan-STARRS                |
| 732922 | 2014 OZ17                | 28 gennaio 2004   | Spacewatch                |
| 732923 | 2014 OM18                | 2 luglio 2014     | Pan-STARRS                |
| 732924 | 2014 OF22                | 13 giugno 2005    | Spacewatch                |
| 732925 | 2014 OA25                | 25 luglio 2014    | Pan-STARRS                |
| 732926 | 2014 OE26                | 26 agosto 2005    | NEAT                      |
| 732927 | 2014 OF26                | 18 maggio 2010    | WISE                      |
| 732928 | 2014 OV27                | 21 marzo 2009     | Mount Lemmon Survey       |
| 732929 | 2014 OQ31                | 20 gennaio 2012   | Mount Lemmon Survey       |
| 732930 | 2014 OY31                | 25 luglio 2014    | Pan-STARRS                |
| 732931 | 2014 OA32                | 13 gennaio 2008   | Spacewatch                |
| 732932 | 2014 OA38                | 8 ottobre 2010    | Spacewatch                |
| 732933 | 2014 OW38                | 27 giugno 2014    | Pan-STARRS                |
| 732934 | 2014 OO39                | 25 luglio 2014    | Pan-STARRS                |
| 732935 | 2014 OS42                | 25 luglio 2014    | Pan-STARRS                |
| 732936 | 2014 OW45                | 27 giugno 2014    | Pan-STARRS                |
| 732937 | 2014 OU47                | 19 gennaio 2007   | Osservatorio di Mauna Kea |
| 732938 | 2014 OW49                | 3 luglio 2014     | Pan-STARRS                |
| 732939 | 2014 OE50                | 5 ottobre 2005    | D. Healy                  |
| 732940 | 2014 OH52                | 24 agosto 2011    | Pan-STARRS                |
| 732941 | 2014 OY53                | 27 giugno 2014    | Pan-STARRS                |
| 732942 | 2014 OO55                | 25 luglio 2014    | Pan-STARRS                |
| 732943 | 2014 OQ57                | 8 marzo 2013      | Pan-STARRS                |
| 732944 | 2014 OR57                | 25 luglio 2014    | Pan-STARRS                |
| 732945 | 2014 OL60                | 25 luglio 2014    | Pan-STARRS                |
| 732946 | 2014 OT60                | 25 luglio 2014    | Pan-STARRS                |
| 732947 | 2014 OX61                | 25 luglio 2014    | Pan-STARRS                |
| 732948 | 2014 OJ62                | 29 agosto 2005    | Spacewatch                |
| 732949 | 2014 OM62                | 25 luglio 2014    | Pan-STARRS                |
| 732950 | 2014 OF64                | 21 maggio 2005    | Mount Lemmon Survey       |
| 732951 | 2014 OF70                | 22 ottobre 2006   | Spacewatch                |
| 732952 | 2014 OX70                | 26 settembre 2005 | NEAT                      |
| 732953 | 2014 OR72                | 23 ottobre 2006   | Spacewatch                |
| 732954 | 2014 OU73                | 15 ottobre 2001   | NEAT                      |
| 732955 | 2014 OB74                | 17 gennaio 2013   | Pan-STARRS                |
| 732956 | 2014 ON74                | 27 giugno 2014    | Pan-STARRS                |
| 732957 | 2014 OR75                | 3 luglio 2014     | Pan-STARRS                |
| 732958 | 2014 OV79                | 13 febbraio 2004  | Spacewatch                |
| 732959 | 2014 OQ80                | 26 luglio 2014    | Pan-STARRS                |
| 732960 | 2014 OD84                | 30 dicembre 2011  | Spacewatch                |
| 732961 | 2014 OT84                | 20 giugno 2014    | Pan-STARRS                |
| 732962 | 2014 OH88                | 1 ottobre 2010    | Mount Lemmon Survey       |
| 732963 | 2014 OB90                | 27 febbraio 2008  | Mount Lemmon Survey       |
| 732964 | 2014 OX93                | 2 luglio 2014     | Pan-STARRS                |
| 732965 | 2014 OX96                | 27 agosto 2006    | LUSS                      |
| 732966 | 2014 ON99                | 5 agosto 2010     | Spacewatch                |
| 732967 | 2014 OV99                | 20 settembre 2003 | NEAT                      |
| 732968 | 2014 OY100               | 16 marzo 2012     | Mount Lemmon Survey       |
| 732969 | 2014 OV102               | 14 aprile 2008    | Mount Lemmon Survey       |
| 732970 | 2014 OM106               | 14 ottobre 2001   | SDSS Collaboration        |
| 732971 | 2014 OA110               | 27 luglio 2014    | Pan-STARRS                |
| 732972 | 2014 OC118               | 1 marzo 2008      | Mount Lemmon Survey       |
| 732973 | 2014 ON118               | 27 gennaio 2012   | Mount Lemmon Survey       |
| 732974 | 2014 OK122               | 27 giugno 2014    | Pan-STARRS                |
| 732975 | 2014 OC123               | 27 maggio 2014    | Mount Lemmon Survey       |
| 732976 | 2014 OA124               | 25 luglio 2014    | Pan-STARRS                |
| 732977 | 2014 OA126               | 11 febbraio 2008  | Spacewatch                |
| 732978 | 2014 OM126               | 27 giugno 2014    | Pan-STARRS                |
| 732979 | 2014 OV128               | 17 settembre 2010 | Mount Lemmon Survey       |
| 732980 | 2014 OU129               | 16 ottobre 2006   | Spacewatch                |
| 732981 | 2014 ON130               | 16 novembre 2010  | R. Holmes                 |
| 732982 | 2014 OT130               | 27 luglio 2014    | ESA OGS                   |
| 732983 | 2014 OH133               | 10 settembre 2010 | Mount Lemmon Survey       |
| 732984 | 2014 OT133               | 10 novembre 2010  | Mount Lemmon Survey       |
| 732985 | 2014 OO135               | 27 luglio 2014    | Pan-STARRS                |
| 732986 | 2014 OF139               | 15 febbraio 2013  | Pan-STARRS                |
| 732987 | 2014 OQ140               | 27 luglio 2014    | Pan-STARRS                |
| 732988 | 2014 OA143               | 27 giugno 2014    | Pan-STARRS                |
| 732989 | 2014 OV148               | 30 settembre 2005 | Mount Lemmon Survey       |
| 732990 | 2014 OY148               | 2 febbraio 2008   | Spacewatch                |
| 732991 | 2014 OE152               | 11 settembre 2004 | Spacewatch                |
| 732992 | 2014 OX152               | 26 marzo 2003     | Spacewatch                |
| 732993 | 2014 OL154               | 26 giugno 2014    | Pan-STARRS                |
| 732994 | 2014 OS154               | 27 luglio 2014    | Pan-STARRS                |
| 732995 | 2014 OB157               | 3 aprile 2005     | NEAT                      |
| 732996 | 2014 OL157               | 24 agosto 2011    | Pan-STARRS                |
| 732997 | 2014 OM159               | 27 luglio 2014    | Pan-STARRS                |
| 732998 | 2014 OG163               | 6 giugno 2010     | WISE                      |
| 732999 | 2014 OR163               | 8 febbraio 2010   | Spacewatch                |
| 733000 | 2014 OV164               | 26 agosto 2005    | NEAT                      |